# Конрад Бірек
Конрад Бірек (народився 2 грудня 1981 року у Воломіні) — шеф-кухар, член фонду шеф-кухарів, співавтор кулінарної книги «Бірки від кухні» (пол. «Birkowie od kuchni»), права рука Роберта Сови у його кулінарній студії.

## Біографія
Походить із відомої родини польських кухарів. Батько (Стефан Бірек — віце-президент Польської асоціації шеф-кухарів та кондитерів), мати (Марія Бірек — Цукерня Вишневських) та два його брати (Лукаш, Матеуш) професійно пов'язані з приготуванням їжі. У родину також входять начальники Пшемислав (шеф-кухар Посольства Данії в Польщі), Гжегож Бірек (Sous Chef HILTON WARSAW HOTEL) та Марцін Хоєцький (AleGloria — ресторан Магди Гесслер).
Випускник гастрономічного технікуму по вул. Познанській у Варшаві та Університету готельного управління та харчування в Познані.
У 2001 році завоював третє місце в найпрестижнішому конкурсі в галузі громадського харчування — кулінарному Кубку Польщі. У 2002 році переміг у конкурсі Polish Prestige Hotels на звання «Професіонал року» та чемпіонаті Польщі в рибних стравах «Sielawa Blues» у Старих Яблонках. Працював шеф-кухарем в тому числі у Варшавських готелях Марріотт та Ян III Собеський. Також був заступником шеф-кухаря в готелі Best Western в Джерсі.
Спеціалізується на середземноморській та традиційній англійській кухні.

## ЗМІ
- Постійно співпрацює з кулінарним тижневиком Газета Виборча — «Пальчики оближеш» (пол. Palce Lizać), «Телятина любить цитрусові» (пол. Cielęcina kocha cytrusy) 24.09.2011, «Кухня Оскара» (пол. Oskarowa Kuchnia) 23/02/2011, «З ігріваючі супи» (пол. Rozgrzewające zupy) 04.01.2011, «Віват цитрусові» (пол. Wiwat cytrusy) 23.12.2011, «Англійський смак свят» (пол. Angielski smak świąt) 21.12.2011[2].
- Разом з Польським радіо організовує семінари, шоу, тренінги, готує під час літніх концертних турів Літо з радіо.
- Регулярно представляє оригінальні страви як частину рецепту дня для програми «Кава чи чай?» на TVP1
- Разом зі своєю родиною створив авторську, наповнену ілюстраціями книгу «Бірки від кухні» (пол. Birkowie od kuchni)[3] що містить збірку цікавих рецептів, порад, кулінарних історій, анекдотів та рецептів зірок програми «Кава чи чай?».